# Fear Itself
Fear Itself és una pel·lícula documental britànica de l'any 2015 sobre cinema de terror, dirigida per Charlie Lyne i narrada per Amy E. Watson. La pel·lícula està construïda íntegrament a partir de pel·lícules existents a excepció de les seves seqüències d'obertura i tancament.
La pel·lícula va debutar al servei de streaming de la BBC iPlayer l'octubre de 2015, convertint-se en la segona pel·lícula que es va estrenar a la plataforma després de Bitter Lake. La seva estrena en festival va tenir lloc al Festival Internacional de Cinema de Rotterdam el gener del 2016.

## Pel·lícules incloses
- 4 mosche di velluto grigio (1971)[2]
- Assassinat en 8 mil·límetres (1999)
- Viuen (1993)
- Altered States (1980)
- Amber Alert (2012)
- Amityville: La possessió (1982)
- Antichrist (2009)
- Els ocells (1963)
- Blow Out (1981)
- Brazil (1985)
- Carnival of Souls (1962)
- La casa dalle finestre che ridono (1976)
- Christine (1983)
- Code inconnu : Récit incomplet de divers voyages (2000)
- Cure (1997)
- El despertar dels zombis (1978)
- La zona morta (1983)
- Der Todesking (1990)
- Don't Look Down (1998)
- Amenaça a l'ombra (1973)
- Elephant (1989)
- Elephant (2003)
- L'intrús (2004)
- El espíritu de la colmena (1973)
- Et mourir de plaisir (1960)
- L'exorcista (1973)
- The Exorcist III (1990)
- Frankenstein (1931)
- Gravity (2013)
- L'home sense ombra (2000)
- Aigua fosca (2002)
- House of Dracula (1945)
- The Hunchback of Notre Dame (1923)
- It (1990)
- It Follows (2014)
- Tauró (1975)
- Ju-rei: Gekijôban – Kuro-ju-rei (2004)
- Kyôfu kikei ningen (1969)
- L'home lleopard (1943)
- Let's Scare Jessica to Death (1971)
- La fuga de Logan (1976)
- Carretera perduda (1997)
- M, un assassí entre nosaltres (1931)
- The Man Who Haunted Himself (1970)
- Mahal (1949)
- Martyrs (2008)
- Midnight Lace (1960)
- Môjû (1969)
- Mulholland Drive (2001)
- La maledicció del diable (1957)
- La nit del caçador (1955)
- Malson a Elm Street 4 (1988)
- Nineteen Eighty-Four (1984)
- No profanar el sueño de los muertos (1975)
- Nosferatu (1922)
- Nosferatu: Phantom der Nacht (1979)
- Outrage (1950)
- Parents (1989)
- Patrick (1978)
- Peeping Tom (1960)
- Pig (1998)
- Poltergeist (1982)
- Poltergeist II: The Other Side (1986)
- Poltergeist 3 (1988)
- Post Tenebras Lux (2012)
- Psycho (1960)
- Raat (1992)
- Repulsió (1965)
- Ringu (1998)
- Scanners (1981)
- Sette note in nero (1977)
- Somos lo que hay (2010)
- Suspiria (1977)
- The Strangers (2007)
- Tetsuo: The Iron Man (1989)
- Twilight Zone: The Movie (1983)
- Uwakizuma: Chijokuzeme (1992)
- Uzumaki (2000)
- Videodrome (1983)
- Village of the Damned (1960)
- The Tenderness of Wolves (film)|Die Zärtlichkeit der Wölfe (1973)